# Convenant van Alblasserdam
Het Convenant van Alblasserdam is een verklaring, opgesteld naar aanleiding van het opgaan van de Nederlands Hervormde Kerk in de Protestantse Kerk in Nederland. De verklaring is vastgesteld door de Classicale vergadering van Alblasserdam in de Nederlandse Hervormde Kerk op 13 maart 2003.
Kerkelijke gemeenten die dit convenant onderschrijven geven aan dat zij zich rekenen tot een Hervormde Gemeente binnen de Protestantse Kerk in Nederland en daarbij een gereformeerde grondslag hebben. Dat houdt onder meer in dat binnen het gemeenteleven een centrale plaats wordt toegekend aan een schriftuurlijke en appellerende prediking in de beide zondagse erediensten en op de christelijke gedenkdagen. Daarbij geldt de Bijbel als het onfeilbaar Woord van God, gezaghebbend voor leer en leven. In zowel het sacrament voor de viering van het Heilig Avondmaal als die voor de bediening van de Heilige Doop belijdt en ervaart de gemeente de gemeenschap met Christus en met elkaar en de verbondstrouw van God. De gemeente belijdt het algemeen ongetwijfeld christelijk geloof, zoals neergelegd in de drie algemene belijdenisgeschriften van de kerk Apostolische Geloofsbelijdenis, de geloofsbelijdenis van Nicea en de geloofsbelijdenis van Athanasius. De gemeente wil staan in de traditie van de Reformatie en trouw zijn aan de belijdenis van het voorgeslacht. Zij acht zich dan ook gebonden aan de drie bijzondere belijdenisgeschriften van de kerk, de drie Formulieren van Enigheid, nl. de Heidelbergse Catechismus, de Nederlandse Geloofsbelijdenis en de Dordtse Leerregels.
Andere belijdenisgeschriften die in de Protestantse Kerk in Nederlanden worden gebruikt - zoals de Augsburgse Confessie, de Kleine Catechismus van Luther, De Concordie van Leuenberg en de Barmer Thesen - worden deels of geheel niet aanvaard.